# Río Peñalcázar
El río Peñalcázar es un río de la península ibérica, del Campo de Gómara, con un escaso caudal, ya que su mayor aporte es pluvial y perteneciente a la cuenca hidrográfica del Ebro siendo tributario del río Henar. Nace en el municipio de Quiñonería en la zona del despoblado de Peñalcazar.Recibe las aguas de las “balsas de san Vicente” y de la del “Castellano”  y se une al Henar cerca de Almazul

## Enlaces de interés
- Wikimedia Commons alberga una categoría multimedia sobre Río Peñalcázar.
- Cuenca hidrográfica del Ebro
- Unión de entidades para el cumplimiento de la Directiva de Aguas en la cuenca del Ebro (CuencaAzul) Archivado el 6 de mayo de 2009 en Wayback Machine.
- Distribución territorial de la Cuenca hidrográfica del Ebro. Visto el 6 de septiembre de 2010.
- Mapa de situación

- Datos: Q29508718